# Pagurapseudes tricoliae
Pagurapseudes tricoliae är en kräftdjursart som beskrevs av Mihai Bacescu 1976. Pagurapseudes tricoliae ingår i släktet Pagurapseudes och familjen Pagurapseudidae. Inga underarter finns listade i Catalogue of Life.